# Emma Theofelus
Emma Inamutila Theofelus, född 28 mars 1996 i Windhoek, är en namibisk politiker.
Sedan 27 mars 2020 är hon informations-, kommunikations- och teknologiminister. Theofelus var 23 år gammal när hon utsågs till minister vilket gör henne till den yngsta ministern i såväl Namibia som Afrika.
Theofelus har en juristexamen från University of Namibia och bakgrund som ungdomsaktivist.
År 2020 utsågs hon till en av de 100 mest inflytelserika afrikanska kvinnorna, den yngsta personen på listan. Följande år listade BBC henne som en av 100 inspirerande och inflytelserika kvinnor. År 2022 tilldelades hon United Nations Population Award(en) för sitt arbete för kvinnors inflytande och ungdomars sexuella och reproduktiva hälsa i Namibia.